# Léopold Bissol
Léopold Bissol, né le 8 octobre 1889 au Robert en Martinique et mort le 18 septembre 1982 est un homme politique français. Il est député de la Martinique de 1945 à 1958.

## Biographie
Le jeune Léopold Bissol après des études primaires, commence son apprentissage du métier d'ébéniste. Il demeure salarié quelques années avant de s'installer à son compte. Issu d'un milieu modeste et conscient de la misère qui régnait au début du siècle dans les campagnes martiniquaises, Léopold Bissol est très vite séduit par les idées propagées par Joseph Lagrosillière, pionnier du socialisme en Martinique. Il décide de s'engager auprès de Lagrosillière comme militant socialiste. Mais en 1919, il est déçu par le pacte de Sainte-Marie entre Joseph Lagrosillière et le blanc créole (béké) Fernand Clerc, l'un des hommes les plus riches en Martinique au début du siècle. Léopold Bissol refuse de cautionner ce qu'il considère comme une trahison vis-à-vis de la classe ouvrière.
Le 19 décembre 1919, il fonde avec Jules Monnerot, Juvénal Linval et Joseph Del le groupe "Jean Jaurès" qui plus tard sera à l'origine du mouvement communiste en Martinique. Il parcourt les campagnes de l'île du nord au sud, participe aux meetings, conférences et à l'organisation de grèves. Il explique aux ouvriers agricoles et du bâtiment la nécessité de l'organisation des travailleurs pour mieux lutter contre leurs conditions précaires. En 1936, il est élu conseiller général à Fort-de-France et prend une part active auprès de Victor Lamon à la création de la Confédération générale du travail de la Martinique.  Durant la Seconde Guerre mondiale, Bissol participe au soulèvement qui conduit au départ de l'amiral Robert, en juin 1943.
En 1945, il est élu conseiller municipal de Fort-de-France et le 4 novembre 1945 député de la deuxième circonscription et occupe cette fonction jusqu'en 1958.
Au Parlement, il sera avec Aimé Césaire, Gaston Monnerville et Raymond Vergès  l'un des défenseurs et signataires de la loi du 19 mars 1946 qui transformera la Martinique, la Guyane, la Guadeloupe et La Réunion en départements français d'outre-mer. Au sein de son parti, il sera secrétaire-général de la fédération communiste de la Martinique et directeur du journal "Justice". En septembre 1957, il est avec René Ménil, Georges Gratiant et Victor Lamon l'un des fondateurs du Parti communiste martiniquais. Membre du comité central du PCM, il devient en 1968 son président d'honneur.
Bénéficiant d'une notoriété importante en Martinique, il soutiendra en tant que témoin de moralité les 16 de Basse-Pointe lors de leur procès à la cour d'assises de Bordeaux en 1951.
Léopold Bissol, malade, s'éteint le 10 septembre 1982 à l'âge de 93 ans.
En son hommage, le lycée professionnel Petit-Manoir du Le Lamentin est baptisé officiellement lycée professionnel Léopold Bissol, le 20 janvier 2015.

## Parcours politique
- De 1945 à 1957 : Conseiller municipal de Fort-de-France et adjoint au maire
- De 1936 à 1940 et 1945 à 1949 : Conseiller général de Fort-de-France
- De 1945 à 1958 : Député de la Martinique

## Sources
- Armand Nicolas, Histoire de la Martinique. Tome 2, De 1848 à 1939, Éditions l'Harmattan
- Armand Nicolas, Histoire de la Martinique. Tome 3, De 1939 à 1971, Éditions l'Harmattan
- Camille Darsières, Joseph Lagrosillière, socialiste colonial, Éditions Désormeaux
- Extraits d'articles du journal Justice, organe du Parti communiste martiniquais